# La Force du sang
Cet article concerne la nouvelle de Cervantes. Pour le film muet américain de 1923, voir La Force du sang (film, 1923).
La force du sang (La fuerza de la sangre) est l'une des Nouvelles exemplaires publiées par Miguel de Cervantes en 1613.

## Thème
Une nuit d'été, Léocadie, une jeune fille de seize ans, revient de Tolède avec sa famille : un vieil hidalgo, sa mère, un petit garçon, et un bébé. Rodolphe, Un homme de cette ville, vingt-deux ans, riche, de sang noble, de mœurs suspectes, très libéral, mal accompagné de quatre autres hommes du même acabit, vient en direction opposée à celle de la famille. Le jeune Rodolphe est fasciné par la beauté de Léocadie, et, malgré les problèmes que ça pourrait entraîner, veut profiter de la jeune fille.
Il fait part de sa pulsion à ses amis qui décident de revenir sur leurs pas et de séquestrer Léocadie pour le plaisir de Rodolphe.
Ils se masquent le visage, dégainent les épées, Rodolphe se saisit du bras de Léocadie, et alors qu'il la force à fuir avec lui, elle s'évanouit. Sa famille crie, pleure, mais personne ne les écoute. Profitant de son étourdissement, Rodophe viole Léocadie. Amenée dans la maison de Rodolphe, la jeune fille vole un crucifix et le garde dans une manche. Elle est relâchée, mais neuf mois plus tard, un enfant né de cette union. 
Les grands parents le font passer pour un cousin pour ne pas faire honte à leur fille, mais, par malchance, un jour sur une route, l'enfant est renversé par un cheval et une vieille dame le secourt, et l'emporte. Léocadie va le chercher, reconnaît le lieu où elle a été violée, et confesse tout à celle qui se révèle être la grand-mère de son fils.
Les parents de Rodolphe l'obligent à se marier avec Léocadie, et tout se termine avec un mariage. 

### Scène
La scène se passe à Tolède

### Personnages principaux
- Leocadia est une jeune fille de 16 ans, belle, et d'origine pauvre ;
- Rodolphe est un jeune homme de 22 ans de bonne famille, violent et impulsif.

### Personnages  secondaires
- Un ancien hidalgo : le père de Léocadie ;
- La mère de Léocadie : un des principaux appuis de Léocadie ;
- Luis : fils de Léocadie et de Rodophe ;
- Les amis de Rodolphes : jeunes et tout aussi violents
- Les parents de Rodolphe : personnages nobles et sensibles à la disgrâce de l'enfant, dans lequel ils voient un accident. Ils sont disposés à réparer l'erreur de leur fils.